# أميرة بنت عمر
أميرة بن عمر (7 سبتمبر 1985، نابل - ) عداءة مسافات طويلة تونسية. شاركت في ماراثون دورة الألعاب الاولمبية الصيفية 2012 وحصلت على المركز الثمانين بوقت 2:40:13 ساعة.

## روابط خارجية
- أميرة بنت عمر على موقع الاتحاد الدولي لألعاب القوى (الإنجليزية)
- أميرة بنت عمر على موقع اللجنة الأولمبية الدولية (الإنجليزية)
- أميرة بنت عمر على موقع أوليمبيديا (الإنجليزية)